# Ошибка (рассказ)
«Ошибка» — рассказ Максима Горького, написанный в 1895 году и впервые опубликованные в журнале «Русская мысль». Рассказ основан на реальных событиях из жизни Горького, когда он в 1891 году дежурил вместе с товарищами у постели заболевшего Г. Читадзе.

## Сюжет
В начале рассказа перед нами предстаёт Кирилл Иванович Ярославцев — «сельский учитель не у дел», работающий статистом. Мысли его были гнетущи: «Окрашивая всё в тёмный цвет, сырые и холодные, точно осенние тучи, они оставляли за собой на душе ржавчину тоски и тупого равнодушия ко всему». Видно и то, что у нашего героя паранойяльные мысли: «Кириллу Ивановичу казалось, что вот появится нечто суровое и торжествующее, появится, станет у дивана и, грозя, ехидно скажет…».
Данную картину резко обрывает появление его коллеги по прозвищу Минорный, который просит нашего героя пойти подежурить у их товарища Кравцова, который сошел с ума и ждет госпитализации. В мыслях нашего героя образ Кравцова выглядит как «человека среднего роста, сухого, угловатого, нервного, с чёрными, всегда вздрагивавшими усами и с горящим, блуждающим взглядом миндалевидных чёрных же глаз…всё лицо говорившего перекашивалось и принимало мучительно острое выражение напряжённого желания проникнуть куда-то недосягаемо для других, глубоко, и постичь что-то непостижимое никому». Наш герой соглашается подежурить у постели больного, который ему стал интересен. «А вдруг он стал теперь гением?.. Ведь было доказано, что гении — сумасшедшие» — думает Ярославцев.
Когда наш герой заходит в квартиру, то отмечает хаос в комнате и мирно спящего Кравцова. Кравцов, когда просыпается, сначала обвиняет его в шпионаже, а после рассказывает свою гениальную идею про будку всеобщего спасения всех «людей в плену у жизни, которые хотели быть героями, а стали статистиками и учителями». И мы понимаем, что наш герой пропал: «Кирилл давно уже поднял голову и стал перед койкой на колени, всё обнимая ноги Кравцова. Теперь он закинул голову немного назад и с восхищением смотрел в лицо больного, не отрываясь ни на секунду от него».
Когда же Минорный вместе с доктором Ляховым приходят утром забрать пациента, то Ярославцев восклицает, что Кравцов гениален и считать его сумасшедшим оскорбительная ошибка. В больницу забрали и Кравцова, и Ярославцева.

## Образы главных героев
- Образ Ярославцева:

Автор не даёт ни внешнего описания героя, ни возраста, лишь только открывает завесу его дум. Автор меняет обращение к герою переходя с Кирилла Ивановича в начале к Кириллу к концу рассказа, тем самым указывая, что, рассудок взрослого человека затмевается детскостью. К конце рассказа он это подчеркивает сравнением: «всхлипывая, как ребёнок», «бледною улыбкой больного ребёнка». Наш герой из взрослого учителя трансформируется в ребёнка-ученика. Трансформацию вмете с героем претерпевают и его глаза: улыбка уходит из них, как только он догадывается, что и в нём видят сумасшедшего: он смотрит куда-то в угол, а глаза его названы «мертвыми».
- Образ Кравцова:

Автор выдаёт нам портрет Кравцова глазами Ярославцева: среднего роста с черными усами и густыми бровями, с горящим взглядом «черных миндалевидных глаз», ершистыми волосами. Описание это предстает отстраненным, равнодушным, а интерес зажигает именно его сумасшествие. Но Ярославцев пока испытывает страх: боится видеть перекошенное лицо, боится слышать непонятные речи. Описание мимики Кравцова и вправду вызывает страх: «В разговоре он иногда удерживал одну бровь — левую, прижимая её длинным пальцем левой же руки; это не мешало другой брови всползать к волосам, и тогда всё лицо говорившего перекашивалось и принимало мучительно острое выражение напряжённого желания проникнуть куда-то недосягаемо для других, глубоко, и постичь что-то непостижимое никому. Глаза же в это время метали искры, и в них было целое море не то тоски, не то мучительного восторга». Пока ещё Ярославцев не проникается идеей Кравцова он сравнивает того с образом крысолова, который «стоял на берегу реки и играл на своей дудочке, а к нему со всех сторон бежали крысы и мыши». С определённого момента и наш герой услышал дудочку учителя-крысолова и хочет её слышать снова и снова: «Говорите, учитель!» Вот такой учитель-обманщик предстает перед нами.

## Критика
Современный исследователь О. Ю. Шум пишет так: «Рассказ Максима Горького „Ошибка“ не отличался счастливой судьбой. Критики-современники писателя поспешили определить произведение в ряд историй о сумасшедших и недоумевали, зачем он был написан. В литературоведении позднейшего времени можно обозначить две точки зрения, с которых интерпретировали это произведение. Одна связывала героев рассказа с ницшеанством, согласно другой-данное горьковское произведение повествует о представителях прогрессивной интеллигенции, готовой вступить на путь революционной борьбы».
О понимании же самого названия О. Ю. Шум пишет: «В исследовательской литературе отмечена полисемантичность названия рассказа „Ошибка“: ошибка в том, что одного сумасшедшего отправили дежурить у постели другого; ошибка в том, что „правильные слова Кравцова … считают безумными“; ошибка в том, что жизнь устроена так, что „такие слова произносит только безумный“. Хочется выдвинуть на первый план другой смысл: ошибку совершает Ярославцев, когда доверяется лжепророку Кравцову. В результате все возвышенное „ученичество“ Ярославцева превращается в фарс, как золото от дьявола — в черепки».